# Walking Man
Walking Man es el quinto álbum de estudio del cantautor estadounidense James Taylor. Fue publicado en junio de 1974 a través del sello discográfico Warner Bros. Records.

## Grabación y contenido
Walking Man fue el primer álbum de estudio de Taylor sin Peter Asher como productor. El guitarrista estadounidense David Spinozza produjo el álbum. Las sesiones de Walking Man tuvieron lugar desde enero hasta abril de 1974 en The Hit Factory, un estudio ubicado en Nueva York. El álbum contenía 10 temas–ochco de los cuales fueron compuestas por el propio Taylor. El productor Spinozza compuso «Ain't No Song» junto con Joey Levine. El álbum también incluía su versión del estándar «Promised Land» de Chuck Berry.
Aunque los coristas incluían a Peter Asher y a su entonces esposa Carly Simon, el resto de los músicos de sesión son esencialmente nuevos. Además de Spinozza, Hugh McCracken toca la guitarra, Rick Marotta se hizo cargo de las responsabilidades de la batería y Kenny Ascher toca los teclados y Andy Munson toca el bajo. Es significativo que Spinozza y McCracken fueran los guitarristas del álbum de Paul McCartney de 1971, Ram; Paul y Linda McCartney contribuyen con coros en «Rock 'n' Roll Is Music Now» y «Let It All Fall Down».

## Lanzamiento
Walking Man fue publicado en junio de 1974 a través de Warner Bros. Records y se convirtió en el quinto álbum de estudio de Taylor. Se publicó como un LP de vinilo y contenía cinco temas en cada lado del disco. A diferencia de sus álbumes de estudio anteriores, Walking Man solo logró posicionarse en el número 13 en la lista Top LPs & Tape–convirtiéndose en su primer álbum de estudio en no entrar en el top 5 desde James Taylor (1968).

## Promoción
Walking Man incluía dos sencillos. El primero en ser publicado fue «Let It All Fall Down» en julio de 1974. Al igual que «Hymn», «Let It All Fall Down» no apareció en la lista Hot 100 de la revista Billboard. El segundo y último sencillo lanzado fue «Walking Man» en agosto de 1974. El sencillo se convirtió en un éxito moderado en la lista Easy Listening, llegando a la posición número 26 a finales del mes de octubre.

## Recepción de la crítica
Un escritor no especificado de la revista Cash Box declaró: “Los fans de James Taylor de todo el mundo saldrán de la nada para escuchar el último LP de su ídolo, una colección de canciones tan loables como la propia reputación del artista. La calidad suave y relajada que se ha convertido en sinónimo de la música del viejo Taylor está aquí en abundancia”. Un escritor no especificado de Record World le otorgó el certificado de “Hit of the Week”, y declaró: “Las selecciones ambientadas en ese ambiente familiarmente resonante de Taylor se ven realzadas por la producción de Spinozza y los coros de Carly Simon, Paul y Linda McCartney”.

## Lista de canciones
Todas las canciones escritas y compuestas por James Taylor, excepto donde esta anotado.
Lado uno
1. «Walking Man» – 3:30
2. «Rock 'n' Roll Is Music Now» – 3:25
3. «Let It All Fall Down» – 3:30
4. «Me and My Guitar» – 3:30
5. «Daddy's Baby» – 2:37

Lado dos
1. «Ain't No Song» (David Spinozza, Joey Levine) – 3:28
2. «Hello Old Friend» – 2:45
3. «Migration» – 3:14
4. «The Promised Land» (Chuck Berry – 4:03
5. «Fading Away» – 3:32